# Matic Suholežnik
Matic Suholežnik (Celje, 2 de mayo de 1995) es un jugador de balonmano esloveno que juega de pívot en el USM Saran. Es internacional con la selección de balonmano de Eslovenia.

## Palmarés

### RK Celje
- Liga de balonmano de Eslovenia (6): 2015, 2016, 2017, 2018, 2022, 2023
- Copa de Eslovenia de balonmano (5): 2015, 2016, 2017, 2018, 2023

## Clubes
- RK Celje (2014-2018)
- Dunkerque HB (2018-2020)
- SL Benfica (2020-2021)
- RK Celje (2021-2023)
- Sepahan SC (2023)
- RK Zagreb (2023-2024)
- USM Saran (2024- )